# 段乞珍
段 乞珍（だん きつちん、生没年不詳）は、鮮卑段部の大人である。

## 生涯
段部の始祖である段日陸眷の弟である。段日陸眷の死後に位を継承した。史書にはこれ以外の事績や年代の記載がない。
『資治通鑑』によると、290年に段部単于である段階の娘が慕容部大人の慕容廆に嫁ぎ、慕容皝・慕容仁・慕容昭の三子を儲けたとある。段乞珍と段階は発音が比較的似ており、他に段階に該当する人物がいない事から、両者は同一人物なのではないかとも言われる。
彼が死ぬと子の段務勿塵が後を継いだ。

## 参考資料
- 『魏書』（列伝第九十一）